# Escata

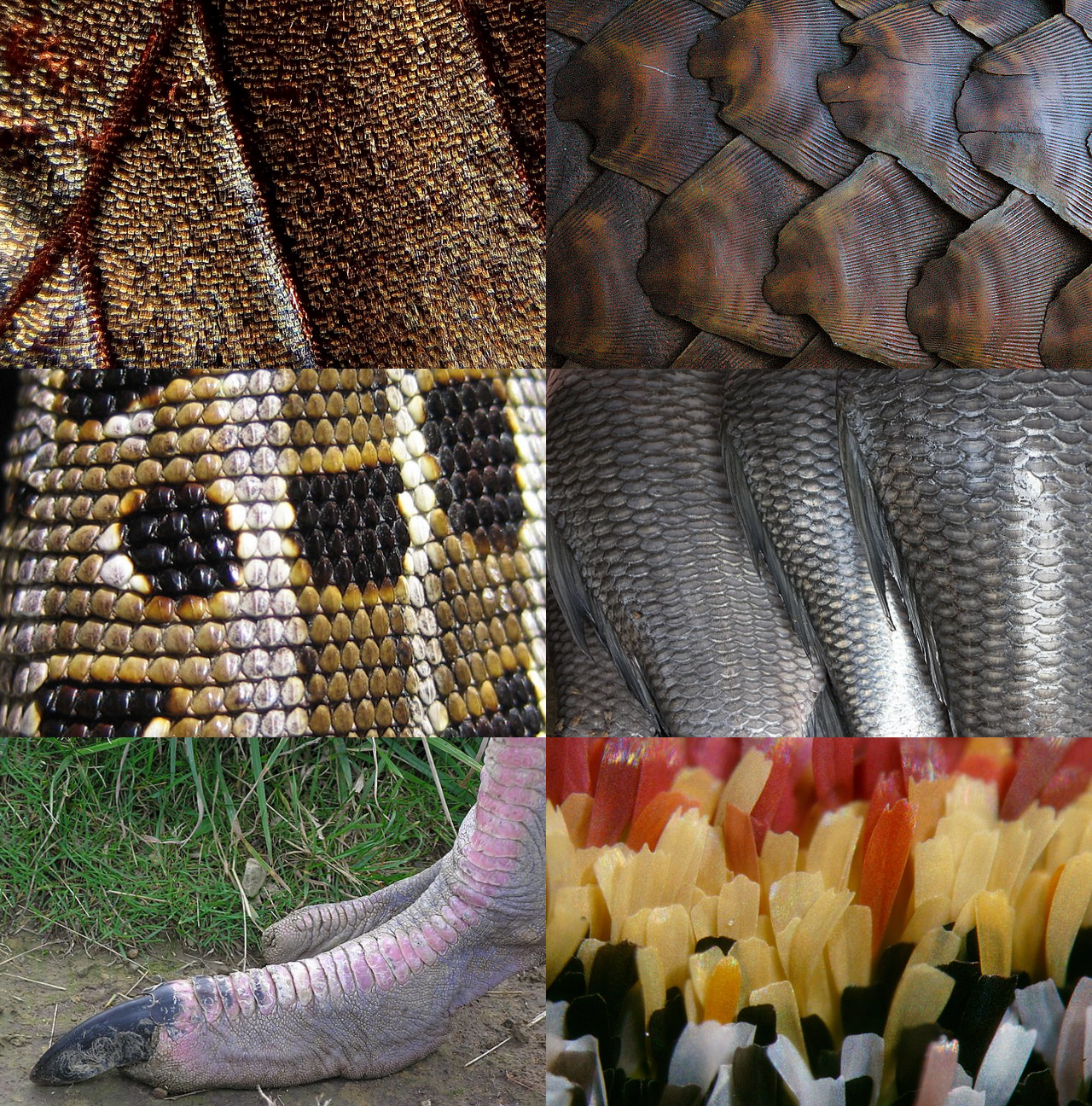
Diferents tipus d'escates. De dalt a baix i d'esquerra a dreta: 1) Detall de les escates de les ales de la papallona Kallima horsfieldii. 2) Detall de les escates d'un pangolí del Cap (Manis temminckii). 3) Detall de les escates d'un llangardaix pirinenc (Lacerta agilis). 4) Escates de peix. 5) Escates de les potes d'un estruç. 6) Detall de les escates de l'arna Actias luna.

Les escates, o escames (del llatí, squama) són petites plaques, imbricades o juxtaposades, que formen part de la pell d'animals vertebrats gnatostomats, per exemple certs peixos, rèptils i ocells. En general es presenten en un gran nombre recobrint la pell i atorgant protecció, tot i que poden desenvolupar altres funcions.
S'anomenen també escates a estructures similars, anàlogues, però amb orígens i funcions diferents, com poden ser les de les ales de les papallones o les clapes de pell morta que es desprenen senceres.En botànica, per exemple, es denomina esquama als apèndixs o òrgans similars a les escates dels animals.

## Origen
L'origen de les escates en els vertebrats es troba en certs grups de peixos, que generalment en presenten recobrint gairebé tot el cos. Sembla que van aparèixer amb funció protectora, tot i que aviat van aparèixer escates modificades amb funció de dents.
Un cop els primers vertebrats van colonitzar el medi terrestre, les escames serveixen a més d'aïllant del medi extern, per a la retenció de la humitat.
Les escates donen lloc a les plomes en els dinosaures i al pèl dels mamífers, ambdues estructures amb una funció original d'aïllament tèrmic. Les plomes permeten posteriorment el vol en les aus.

## Tipus d'escates
Existeixen diversos tipus d'escames i modificacions d'aquests. Les més importants són les cosmoidees i les ganoidees, tot i que també existeixen escames cicloidees, ctenoidees, placoidees i leptoidees. Entre les modificacions més importants de les escames cal destacar les dents, les plomes i el pèl.

### Peixos
Les escates dels peixos formen part del sistema integumentari i són produïdes per la capa mesoderma de la dermis, fet que les diferencia embriològicament de les escates dels rèptils. Els peixos presenten diferents tipologies d'escates:

#### Escates cosmoides

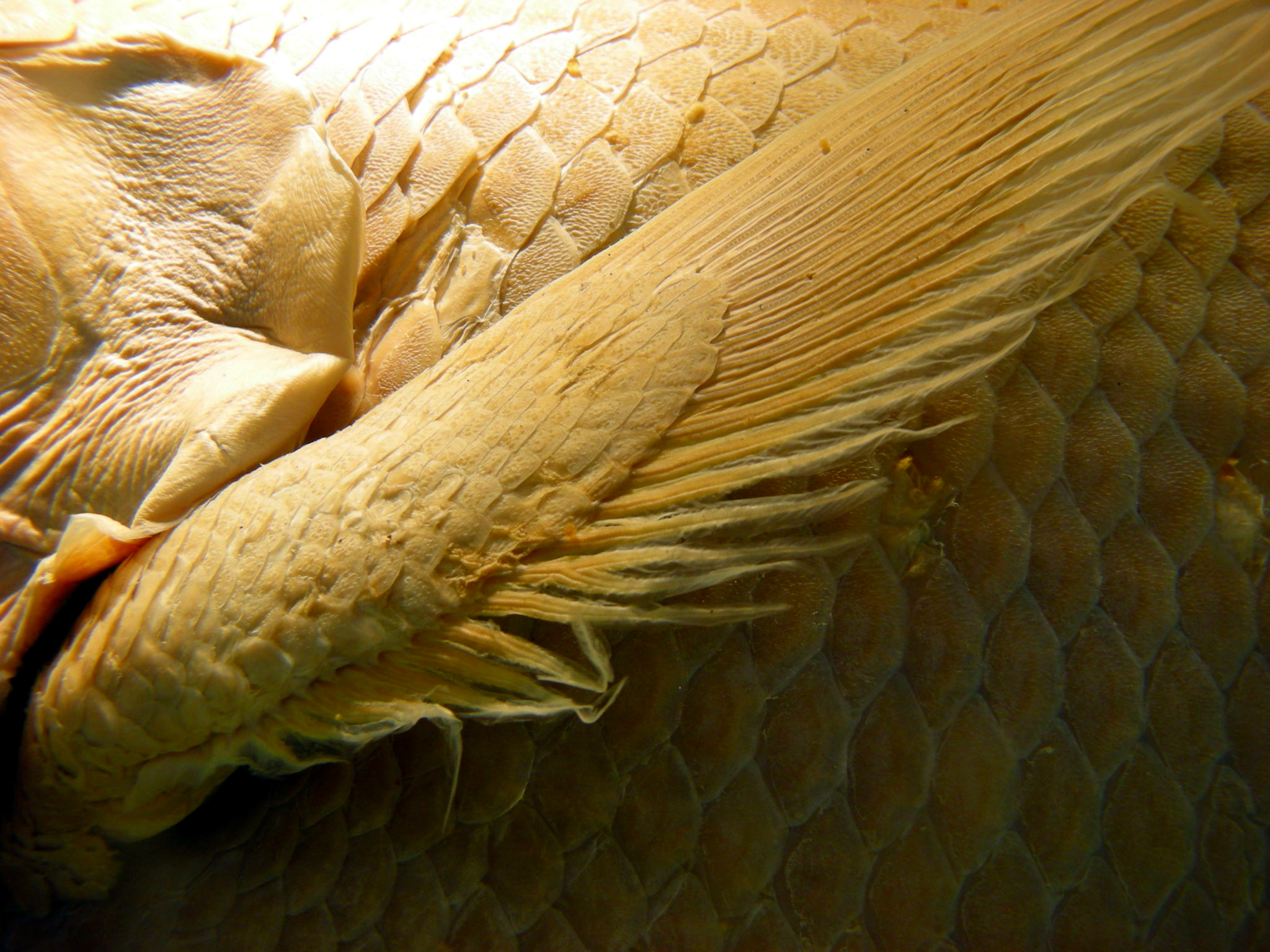
Detall de les escates d'un peix celacant.

Aquesta mena d'escates només es troben presents en els sarcopterigis. La capa interna de l'escata està composta d'un os laminar anomenat isopedina i, sobre aquesta, s'hi troba una capa d'os esponjòs amb vasos sanguinis. Aquestes capes d'os es troben cobertes per cosmina, una substància acel·lular semblant a la dentina, i un recobriment superficial exterior dur i lluent semblant a l'esmalt: la vitrodentina. Els peixos celacants actuals, pertanyents al gènere Latimeria, tenen escates modificades carents de cosmina i són més primes que les veritables escates cosmoides.

#### Escates ganoides

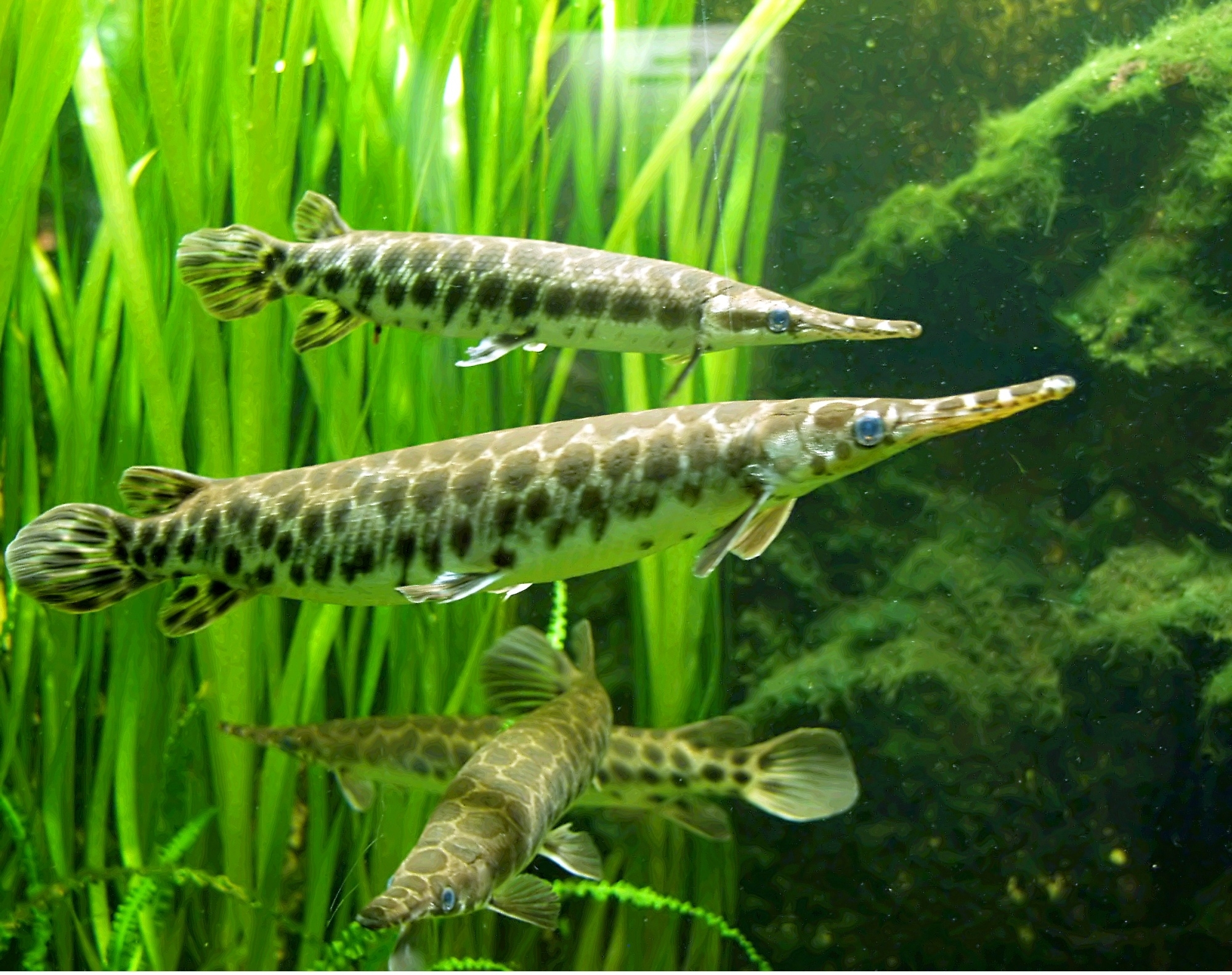
Exemplars de Lepisosteus platyrhincus; es poden apreciar les escates.

Les escates ganoides es troben en esturions, peixos espàtula, poliptèrids, lepidosteïformes i àmies. Deriven de les escates cosmoides, amb una capa de dentina en comptes de cosmina i una capa de sal inorgànica anomenada ganoïna en comptes de vitrodentina. La majoria tenen forma de diamant i són dures i brillants. En la ganoïna hi ha compostos de guanina, derivats iridiscents de la guanina que es troba en les molècules d'ADN. La propietat iridiscent d'aquests compostos químics li donen la seva lluïssor característica a la ganoïna. A diferència de les escates cosmoides, en el creixement de les ganoides les capes vives estan situades per sota la punta de l'escata i en la superfície interior.

#### Escates placoides

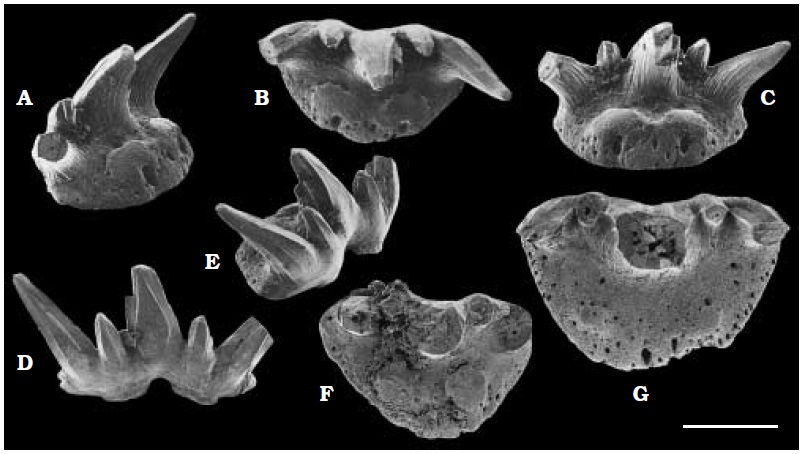
Escates fòssils dHeslerodus divergens, un peix elasmobranqui que visqué durant el Carbonífer.

Les escates placoides es troben en peixos cartilaginosos i són característiques dels elasmobranquis. Tenen una capa ectodèrmica d'esmalt i un cos de dentina que envolta una cambra de teixit vascular. Aquestes escates, també anomenades denticles dèrmics, són estructuralment semblants a les dents.

#### Escates leptoides
Escates laminars, derivades de les escates ganoides per reducció de l'espessor de la capa de ganoïna. Les escames leptoides es troben en peixos teleostis. Aquestes escames se superposen, fet que permet una major flexibilitat de moviments que no pas altres tipologies d'escates, com ara les ganoides. A mesura que creixen, agreguen capes concèntriques, semblants al creixement en anelles dels arbres. La capa superficial de l'escata està composta de sals a base de calci i la interna està formada, principalment, per col·lagen. Les escates leptoides es troben disposades de manera que se superposen en sentit de cap a cua, com si fossin teules, tot permetent un flux d'aigua més suau sobre el cos i, per tant, reduïnt la resistència del peix respecte de l'aigua. És possible diferenciar dos tipus d'escates leptoides:
- Cicloides (circulars)_ tenen un límit extern llis i són més comunes en peixos amb aletes suals com ara salmons o carpes.
- Ctenoides:teenen un límit extern dentat i es troben en peixos com ara llobarros, bots i centràrquids.

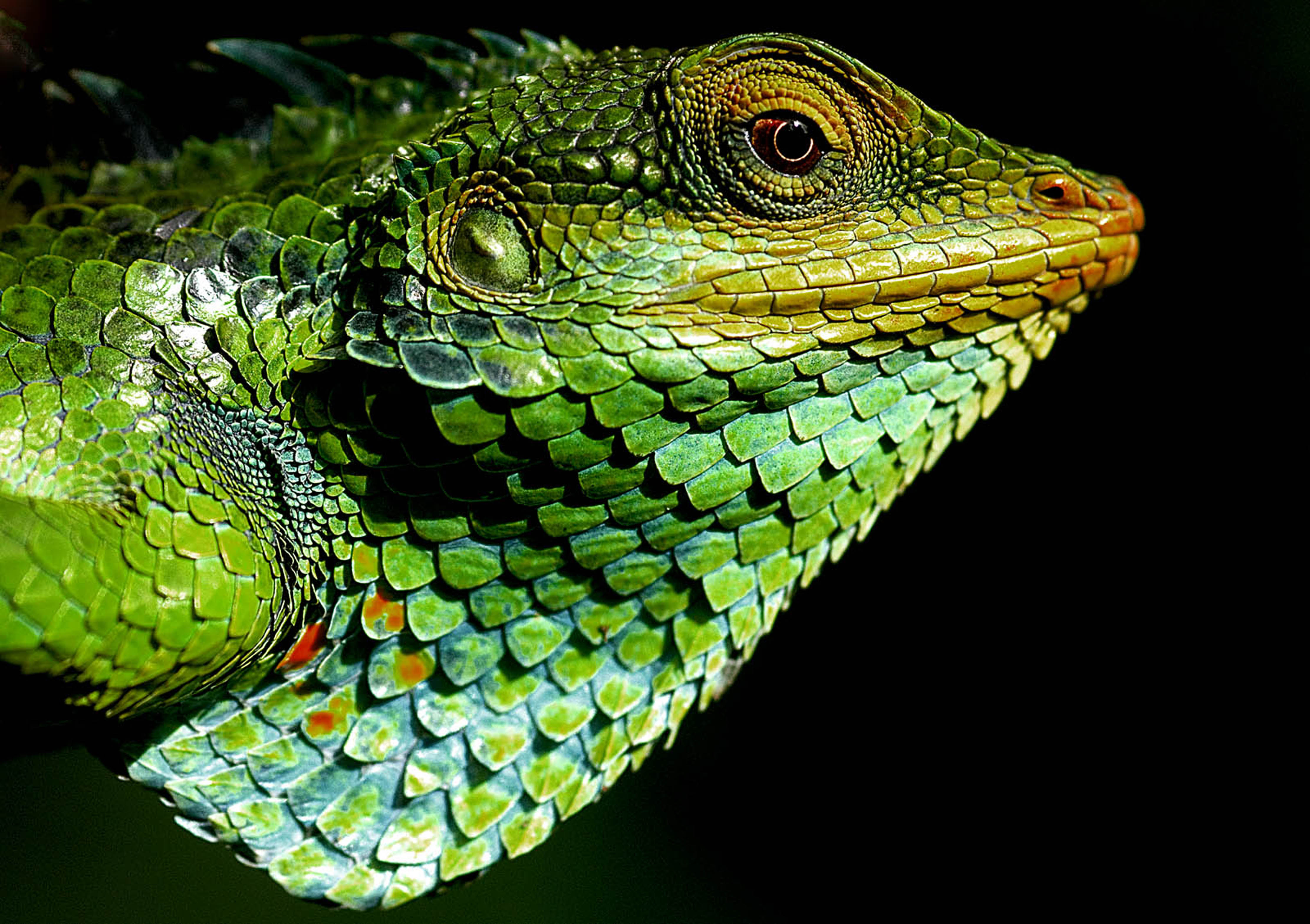
Escates en un espècimen de Calotes grandisquamis, noteu que la mida de les escates varia depenent de la superfície del cos que cobreixen, essent més petites a les articulacions.

### Rèptils
A diferència de les escates dels peixos, les escates dels rèptils són derivades de l'ectoderma. Els rèptils poden presentar diferents tipus d'escates com ara les cicloides, les granulars (irregulars amb abonyegaments) i aquillades (presenten una cresta central). Les escates dels rèptils, generalment, presenten mides variables: les més robustes i grosses cobreixen les parts que sovint estan exposades a tensió física, com ara els peus, la cua, el cap o el ventre, com en el cas de les serps, on les escames cobreixen el ventre de costat a costat; les escates petites es troben tot envoltant les articulacions per tal de dotar-les d'una major flexibilitat. Inclús, en algunes espècies, les escates de les mans s'han adaptat per a poder escalar superfícies.
Per la seva morfologia, les escates dels rèptils poden ser:
- Imbricades: petites i laminars, gruixudes a la part próxima i més primes a la distal, que és lliure i es troba muntada sobre la proximal de la següent escata.
- Juxtaposades: sense vores lliures, ja que totes es troben enfrontades a les escates veïnes. N'hi ha de dos tipus: 1) les granuloses, arrodonides i amb angles i 2) les plaques, de gran mida, planes, contigües i, sovint, de mides molt grans, com les làmines de les closques de les tortugues.

Les escates de tots els rèptils tenen un component epidèrmic però molts rèptils, com ara els cocodrils i les tortugues, presenten osteodermes per sota la capa epidèrmica. En canvi, les serps, les tuatares i els llangardaixos no presenten osteodermes.

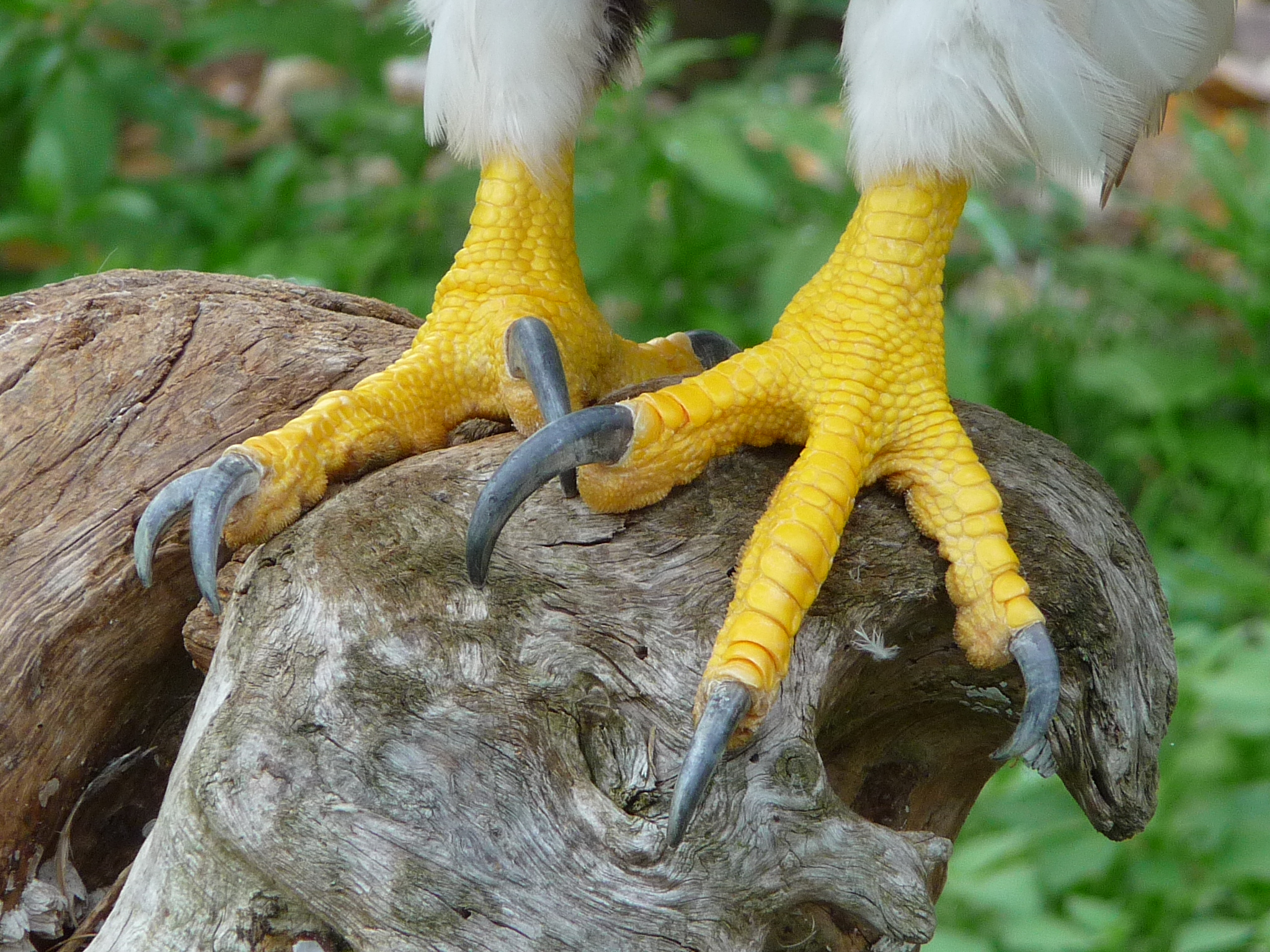
Potes d'un pigarg de Steller (Haliaeetus pelagicus) recobertes d'escates.

### Aus
Les escates de les aus es troben principalment als dits de les potes i al metatars, malgrat que també poden trobar-se al tars i a la tibia d'algunes aus. Històricament s'havia cregut que les escates de les aus eren homòlogues a les dels rèptils, però actualment s'accepta que han evolucionat de manera independent, com a plomes evolucionades. Això és degut al fet que les escates dels ocells es troben formades per alfa-queratina, igual que els becs, els esperons i les urpes però contràriament a les escates dels rèptils, que estan constituïdes per beta-queratina.

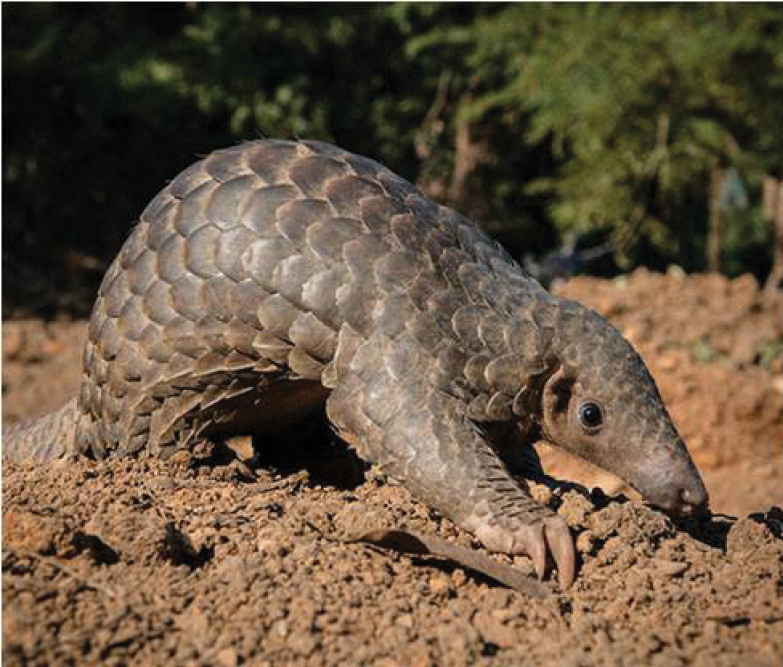
Pangolí de l'índia (Manis crassicaudata) amb el cos completament recobert d'escates.

### Mamífers
Les escates són excepcionals en l'anatomia dels mamífers però, malgrat això, alguns grups en presenten. Sovint, espècies pertanyents al superordre dels xenartres presenten escates còrnies a la pell que poden ser des de molt desenvolupades fins a gairebé imperceptibles; sovint s'han associat aquestes escates a un tret fruit de l'herència dels rèptils. Per exemple, els pangolins es troben coberts d'unes escates grosses de queratina que actuen com a mètode de protecció, semblants a l'armadura dels armadillos, amb els que no es troben emparentats però amb els que han evolucionat de manera convergent.
El cangur rata mesquer, un marsupial amb una sèrie de trets especialment primitius, presenta escates a les potes i a la cua; alguns rosegadors com ara ratolins o rates també presenten escates a la cua, mentre que els anomalúrids també presenten escames a la part inferior de la cua.

### Artròpodes

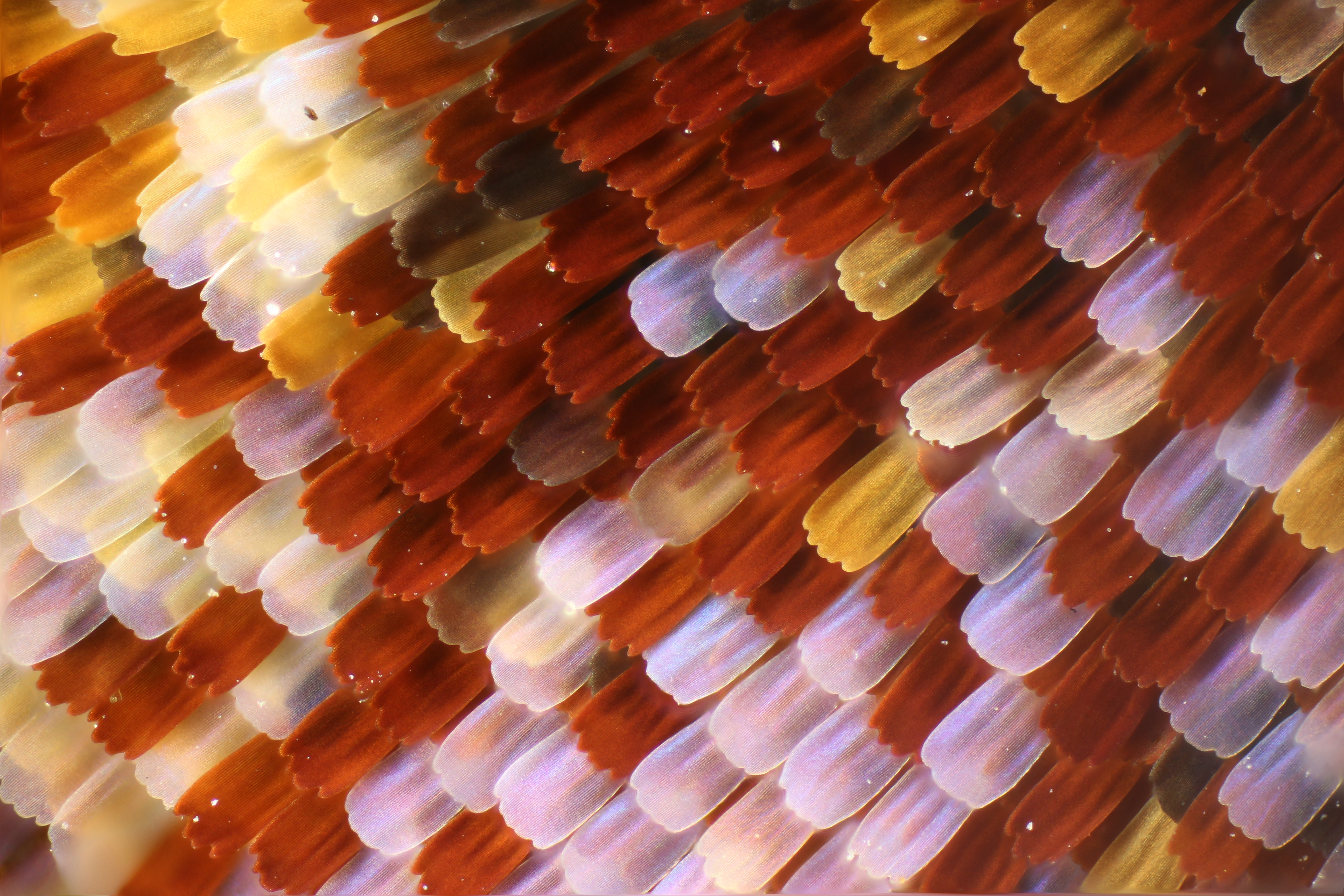
Escates d'un paó de dia (Aglais io) vistes amb gran augment.

Les papallones i les arnes presenten ales membranoses cobertes per petites escates imbricades; de fet, l'ordre Lepidoptera, al qual pertanyen les papallones diürnes s'anomena a partir de les arrels gregues lepís -escata- i ptero -ala-. Cada escata consisteix en una sèrie de petites plaques apilades de material orgànic; les papallones tendeixen a tenir escates amples i aplanades mentre que les arnes les acostumen a tenir més estretes, semblants a pèls. Les escates determinen el color de les ales i del cos; així mateix, actúen com a aïllants tèrmics en el cas de les arnes i com a reflectors de la radiació solar en el cas de les diürnes.